# Hunter's Hill Municipality
Hunter's Hill Municipality är en kommun i Australien. Den ligger i delstaten New South Wales, i den sydöstra delen av landet, nära delstatshuvudstaden Sydney. Antalet invånare var 13 999 vid folkräkningen 2016. Arean är 6,0 kvadratkilometer.
Följande samhällen finns i Hunter's Hill:
- Gladesville
- Hunters Hill
- Huntleys Point